# Nacho Libre
Nacho Libre är en tysk-amerikansk komedifilm från 2006.

## Handling
Filmen är baserad på historien om Fray Tormenta, vars riktiga namn var Sergio Guiterrez Benitez, en mexikansk katolsk präst som hade en 23-årig karriär som maskerad brottare. Han tävlade för att kunna finansiera det barnhem han förestod. 

## Om filmen
Nacho Libre regisserades av Jared Hess, som även skrivit filmens manus tillsammans med Jerusha Hess och Mike White. Filmen hade premiär den 16 juni 2006 och distribuerades då av Paramount Pictures. Den är producerad av bland andra Nickelodeon Movies.

## Rollista (urval)
- Jack Black - Nacho
- Ana de la Reguera - Sister Encarnación
- Héctor Jiménez - Esqueleto
- Darius Rose - Chancho
- Moises Arias - Juan Pablo